# 프리슈티나

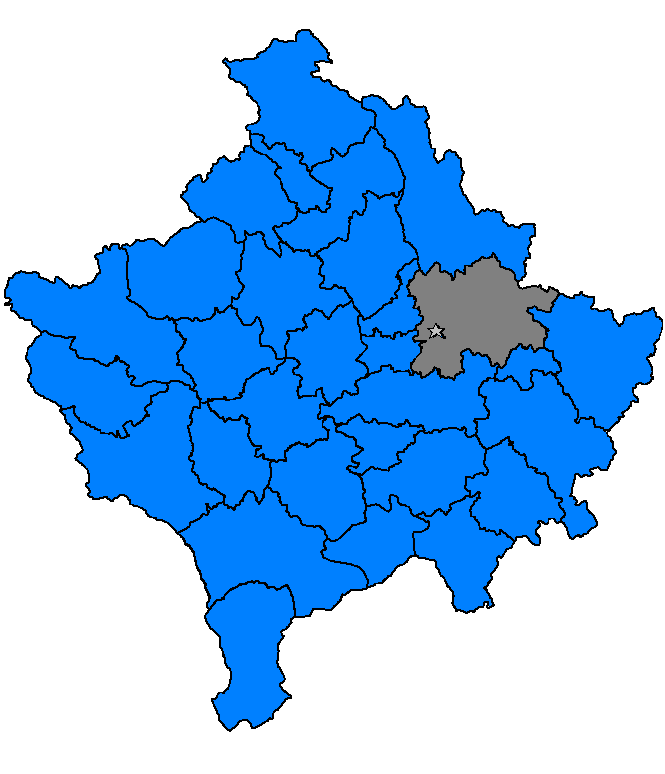
프리슈티나의 위치

프리슈티나(알바니아어: Prishtina / Prishtinë, 세르비아어: Приштина, Priština)는 코소보의 수도이다. 근처의 도시로는 약 95km 북동쪽의 니시와 약 80km 남쪽의 스코페(북마케도니아의 수도) 등이 있다. 1999년 코소보 전쟁으로 심각한 피해를 입어 현재 재건 중에 있으며 국제 연합의 관리를 받고 있다.

## 인구
2007년 현재 인구는 50만~60만 정도로 추산된다. 주민의 대부분은 알바니아계이다. 그러나 코소보 전쟁 당시에 많은 알바니아계 주민이 살해되었다. 그 외의 민족으로는 세르비아인, 보스니아인, 루마니아 등이다. 거리의 중심 광장에는 중세 알바니아의 민족 영웅인 스컨데르베우의 동상이 세워져 있다.
| 연도별 인구 | 연도별 인구 | 연도별 인구 | 연도별 인구 | 연도별 인구 | 연도별 인구 | 연도별 인구 | 연도별 인구 | 연도별 인구 |
| ----------- | ----------- | ----------- | ----------- | ----------- | ----------- | ----------- | ----------- | ----------- |
| 연도        | 1948        | 1953        | 1961        | 1971        | 1981        | 1991        | 2011        | 2016        |
| 인구        | 44,089      | 51,457      | 69,810      | 105,273     | 148,656     | 199,654     | 198,897     | 204,721     |
| ±% p.a.     | —           | +3.14%      | +3.89%      | +4.19%      | +3.51%      | +2.99%      | −0.02%      | +0.58%      |
| 출처:       |             |             |             |             |             |             |             |             |

## 역사

### 중세~근대
중세 시대에는 세르비아 왕국의 수도로서 발칸 반도의 교역 거점이라고 할 정도로 중요한 역할을 수행하였다. 1389년의 코소보 전투에서 세르비아가 오스만 제국에게 패배함에 따라서 이 이후에는 이슬람 세력의 통치하에 들어갔다. 비록 전투에서는 패배하였지만 이때 오스만 제국의 무라드 1세를 죽였고, 결국에는 오스만 제국이 물러나게 됨으로써, 코소보 전투는 근대에 접어들면서 세르비아 민족주의자에 의해서 신화가 되었다. 그 결과 근대가 되어 세르비아 민족주의가 고양되면서 프리슈티나를 포함한 코소보는 세르비아 민족의 역사에 있어서 상징적인 지역이 되어 버렸다.
오스만 제국의 지배하에서 발칸 반도의 기독교 신앙은 일정한 범위내에서 존중받았다. 그러나 17세기부터 18세기에 걸쳐서 주로 종교적인 이유에서 이 땅의 세르비아인들이 오스트리아령으로 이주하였고, 인구가 희박하게 된 이 지역에 이슬람교 계통의 알바니아인들이 이주하였다. 그 때문에 중세 역사에서는 세르비아와 밀접한 관계가 있지만, 거주하고 있는 민족구성 면에서는 알바니아인들이 대다수를 차지하는 구조가 형성되었다. 19세기말보다 프리슈티나 등 여러 곳에서 알바니아인들의 민족운동도 고양되었다. 그 때문에 알바니아인들에게 있어서도 이 지역은 민족운동의 상징이 되었다. 이런 이유들은 나중에 코소보전쟁의 발단이 되었다.

### 세계대전과 코소보 전쟁

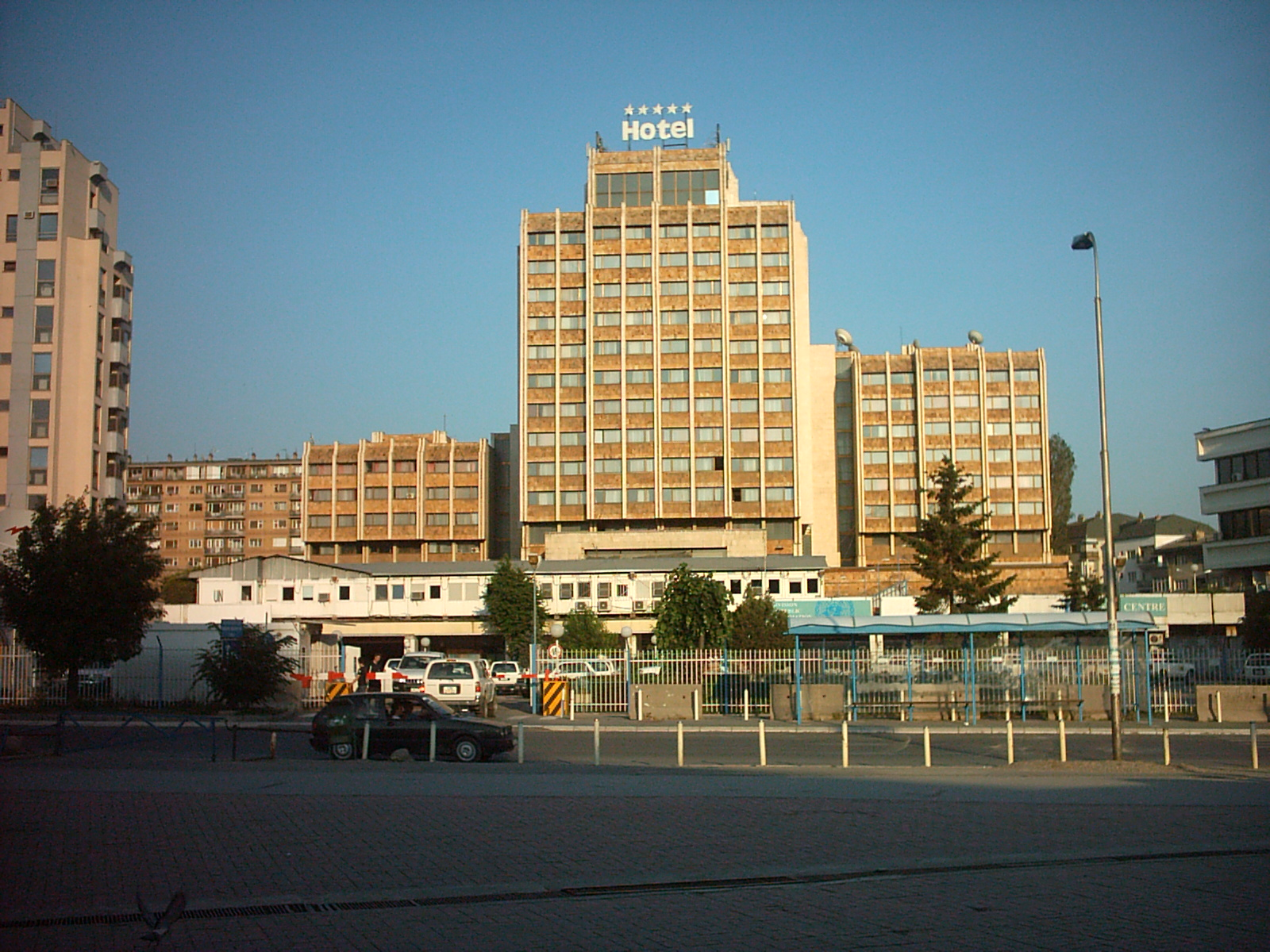
공산당 시대에 세워진 호텔

제1차 세계 대전 중에는 오스트리아군에게 점령되었지만 전쟁 이후에는 다시 세르비아의 지배로 되돌아갔다. 다만 세르비아 자체가 세르비아인 크로아티아인 슬로베니아인 왕국의 일부가 되었다. 전간기에 세르비아인 크로아티아인 슬로베니아인 왕국은 유고슬라비아 왕국이라고 개칭하였고 프리슈티나도 유고슬라비아의 지배하에 있었다. 제2차 세계 대전에서는 이탈리아군 그리고 독일군에 점령되었지만 1944년에 파르티잔에 의해서 해방되었다.
제2차 세계 대전 이후에 유고슬라비아를 이끈 티토가 1980년에 사망하면서 세르비아 내에서 민족주의가 고양되었다. 이러한 과정에서 코소보의 자치 또는 알바니아와의 통일 등을 내거는 운동이 대두되었다. 이에 대하여 세르비아 정부는 강경책으로 임하였고 무력진압도 불사했다. 알바니아어의 사용을 금지하기도 하는 등의 민족 억압 정책은 구(舊)유고슬라비아 해체 후에 한층 격화되었고, 1999년의 코소보 전쟁에서는 세르비아의 군사 개입에 의해 많은 알바니아인이 학살되었으며, 다수의 공공기관도 파괴되는 등 심각한 피해를 입었다. 이에 대한 군사제재 조치로서 NATO의 공중 폭격을 당하여 프리슈티나 내의 세르비아 군사시설 등이 공격을 받았다. 그 다음에는 국제 연합 코소보 잠정 통치 기구(UNMIK)가 주둔하고 있다.

## 기후
| Pristina (1961–1990)의 기후                          | Pristina (1961–1990)의 기후 | Pristina (1961–1990)의 기후 | Pristina (1961–1990)의 기후 | Pristina (1961–1990)의 기후 | Pristina (1961–1990)의 기후 | Pristina (1961–1990)의 기후 | Pristina (1961–1990)의 기후 | Pristina (1961–1990)의 기후 | Pristina (1961–1990)의 기후 | Pristina (1961–1990)의 기후 | Pristina (1961–1990)의 기후 | Pristina (1961–1990)의 기후 | Pristina (1961–1990)의 기후 |
| 월                                                   | 1월                         | 2월                         | 3월                         | 4월                         | 5월                         | 6월                         | 7월                         | 8월                         | 9월                         | 10월                        | 11월                        | 12월                        | 연간                        |
| ---------------------------------------------------- | --------------------------- | --------------------------- | --------------------------- | --------------------------- | --------------------------- | --------------------------- | --------------------------- | --------------------------- | --------------------------- | --------------------------- | --------------------------- | --------------------------- | --------------------------- |
| 역대 최고 기온 °C (°F)                               | 15.8 (60.4)                 | 20.2 (68.4)                 | 26.0 (78.8)                 | 29.0 (84.2)                 | 32.3 (90.1)                 | 36.3 (97.3)                 | 39.2 (102.6)                | 36.8 (98.2)                 | 34.4 (93.9)                 | 29.3 (84.7)                 | 22.0 (71.6)                 | 15.6 (60.1)                 | 39.2 (102.6)                |
| 일평균 최고 기온 °C (°F)                             | 2.4 (36.3)                  | 5.5 (41.9)                  | 10.5 (50.9)                 | 15.7 (60.3)                 | 20.7 (69.3)                 | 23.9 (75.0)                 | 26.4 (79.5)                 | 26.7 (80.1)                 | 23.1 (73.6)                 | 17.1 (62.8)                 | 10.1 (50.2)                 | 4.1 (39.4)                  | 15.5 (59.9)                 |
| 일일 평균 기온 °C (°F)                               | −1.3 (29.7)                 | 1.1 (34.0)                  | 5.0 (41.0)                  | 9.9 (49.8)                  | 14.7 (58.5)                 | 17.8 (64.0)                 | 19.7 (67.5)                 | 19.5 (67.1)                 | 15.9 (60.6)                 | 10.6 (51.1)                 | 5.1 (41.2)                  | 0.4 (32.7)                  | 9.8 (49.6)                  |
| 일평균 최저 기온 °C (°F)                             | −4.9 (23.2)                 | −2.8 (27.0)                 | 0.2 (32.4)                  | 4.2 (39.6)                  | 8.5 (47.3)                  | 11.4 (52.5)                 | 12.5 (54.5)                 | 12.3 (54.1)                 | 9.4 (48.9)                  | 5.0 (41.0)                  | 0.9 (33.6)                  | −3.1 (26.4)                 | 4.4 (39.9)                  |
| 역대 최저 기온 °C (°F)                               | −27.2 (−17.0)               | −24.5 (−12.1)               | −14.2 (6.4)                 | −5.3 (22.5)                 | −1.8 (28.8)                 | 0.5 (32.9)                  | 3.9 (39.0)                  | 4.4 (39.9)                  | −4.0 (24.8)                 | −8.0 (17.6)                 | −17.6 (0.3)                 | −20.6 (−5.1)                | −27.2 (−17.0)               |
| 평균 강수량 mm (인치)                                | 38.9 (1.53)                 | 36.1 (1.42)                 | 38.8 (1.53)                 | 48.8 (1.92)                 | 68.2 (2.69)                 | 60.3 (2.37)                 | 51.6 (2.03)                 | 44.0 (1.73)                 | 42.1 (1.66)                 | 45.4 (1.79)                 | 68.2 (2.69)                 | 55.5 (2.19)                 | 597.9 (23.54)               |
| 평균 강수일수 (≥ 0.1 mm)                             | 13.6                        | 12.3                        | 11.4                        | 12.1                        | 12.8                        | 11.9                        | 8.3                         | 7.9                         | 7.5                         | 8.6                         | 12.3                        | 14.5                        | 133.2                       |
| 평균 강설일수                                        | 10.2                        | 8.3                         | 6.2                         | 1.5                         | 0.0                         | 0.0                         | 0.0                         | 0.0                         | 0.0                         | 0.5                         | 3.4                         | 8.1                         | 38.2                        |
| 평균 상대 습도 (%)                                   | 83                          | 77                          | 70                          | 65                          | 67                          | 67                          | 63                          | 62                          | 68                          | 74                          | 80                          | 83                          | 71                          |
| 평균 월간 일조시간                                   | 70.8                        | 96.0                        | 143.0                       | 184.0                       | 227.9                       | 246.3                       | 299.3                       | 289.6                       | 225.8                       | 173.5                       | 96.9                        | 70.2                        | 2,123.3                     |
| 출처: Republic Hydrometeorological Service of Serbia |                             |                             |                             |                             |                             |                             |                             |                             |                             |                             |                             |                             |                             |

## 문화

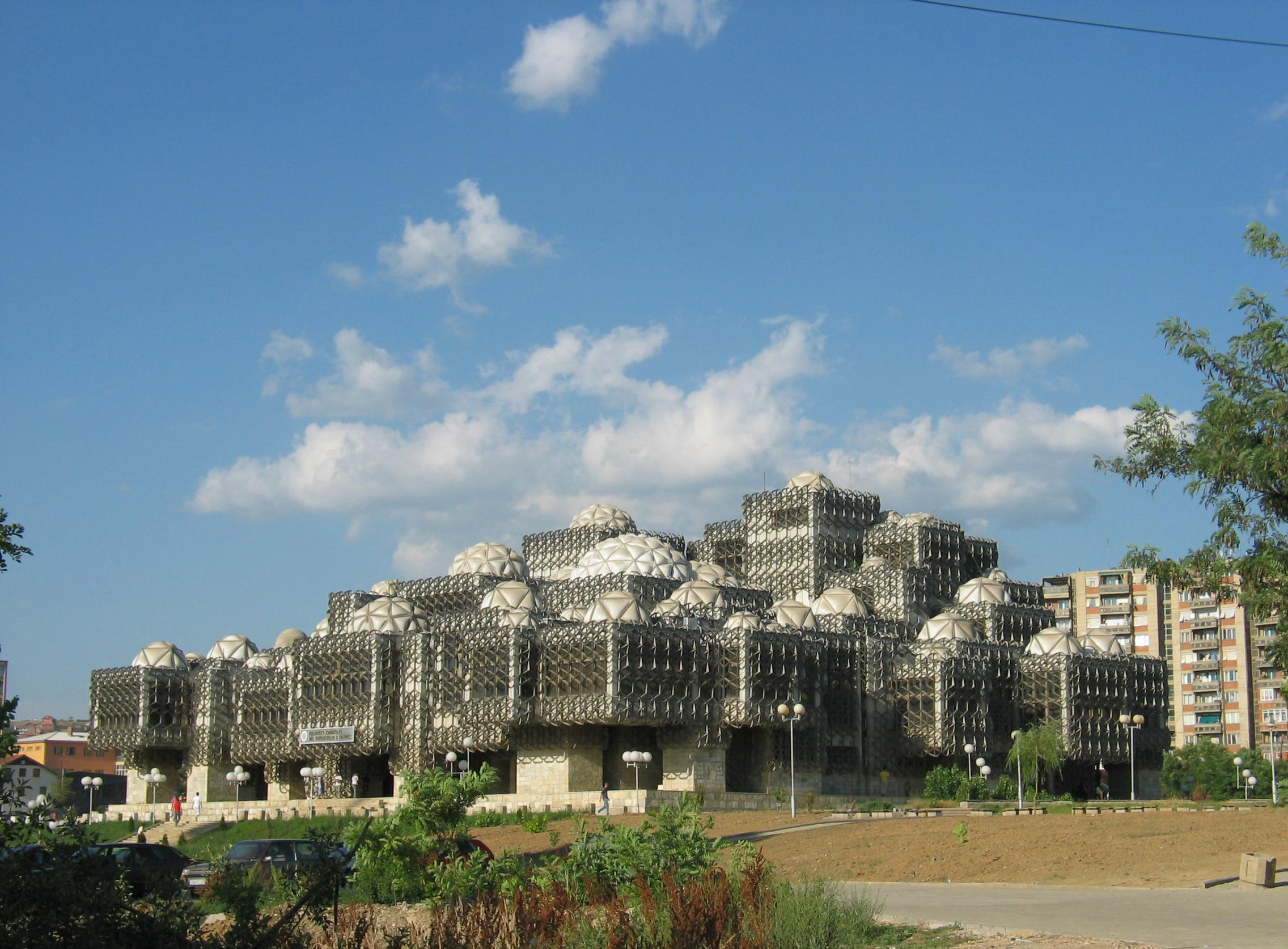
국립 공공 도서관

- 프리슈티나 대학

## 관광
- 그라차니차 수도원 (14세기 전반기에 건설되었다.)

## 같이 보기
- 북미트로비차
- 프리슈티나 대학교